# Giorgio Bocchino
Giorgio Bocchino (Florencia, 14 de julio de 1913-Florencia, 4 de diciembre de 1995) fue un deportista italiano que compitió en esgrima, especialista en la modalidad de florete.
Participó en los Juegos Olímpicos de Berlín 1936, obteniendo dos medallas, oro en la prueba por equipos y bronce en la prueba individual. Ganó ocho medallas en el Campeonato Mundial de Esgrima entre los años 1933 y 1938.

## Palmarés internacional
| Juegos Olímpicos   | Juegos Olímpicos          | Juegos Olímpicos  | Juegos Olímpicos    |
| Año                | Lugar                     | Medalla           | Prueba              |
| ------------------ | ------------------------- | ----------------- | ------------------- |
| 1936               | Berlín (Alemania)         | Medalla de oro    | Florete por equipos |
| 1936               | Berlín (Alemania)         | Medalla de bronce | Florete individual  |
| Campeonato Mundial |                           |                   |                     |
| Año                | Lugar                     | Medalla           | Prueba              |
| 1933               | Budapest (Hungría)        | Medalla de oro    | Florete por equipos |
| 1934               | Varsovia (Polonia)        | Medalla de oro    | Florete por equipos |
| 1934               | Varsovia (Polonia)        | Medalla de bronce | Florete individual  |
| 1935               | Lausana (Suiza)           | Medalla de oro    | Florete individual  |
| 1935               | Lausana (Suiza)           | Medalla de oro    | Florete por equipos |
| 1937               | París (Francia)           | Medalla de oro    | Florete por equipos |
| 1938               | Pieštany (Checoslovaquia) | Medalla de oro    | Florete por equipos |
| 1938               | Pieštany (Checoslovaquia) | Medalla de plata  | Florete individual  |